# Ruta 21 (Paraguay)
La Ruta Nacional PY21 es una ruta del Paraguay que conecta Puerto Indio (Alto Paraná) con Juan de Mena (Cordillera). Atravesando de este a oeste los departamentos de Alto Paraná, Caaguazú y Cordillera. Tiene una extensión aproximada de 333 km.
En la actualidad, la ruta aún cuenta con algunos tramos de tierra como: Puerto Indio - Cruce Itakyry (59 km) e Itakyry - Toledo (62 km), aunque existen planes por parte del gobierno paraguayo para asfaltar estos tramos en los próximos años. El resto de tramos se encuentran completamente asfaltados.

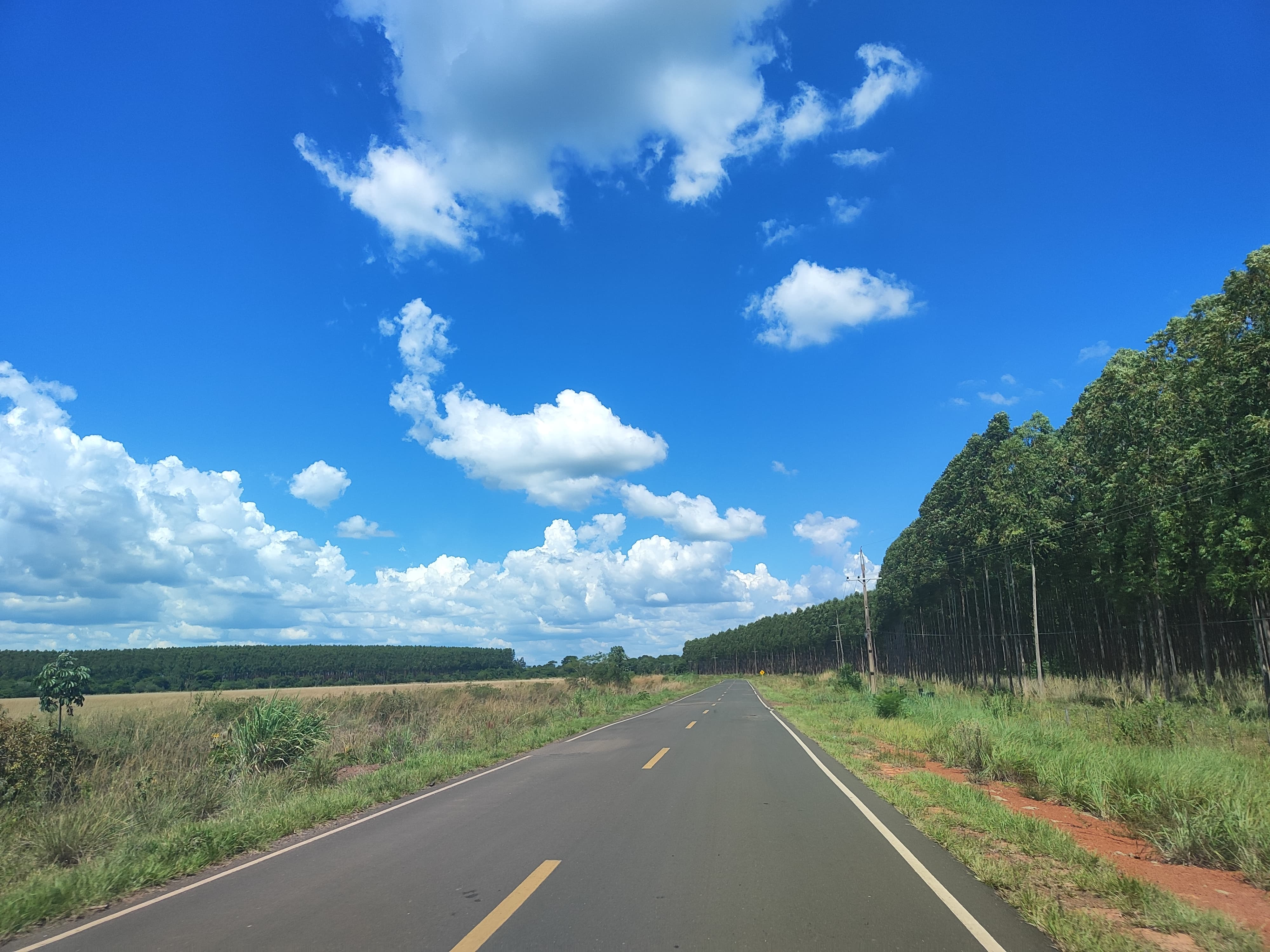
La PY21 camino a Cleto Romero.

## Ciudades
Las ciudades y pueblos más importantes por donde pasa esta ruta de este a oeste son:
| Kilómetro | Localidad                        | Departamento | Empalme      |
| --------- | -------------------------------- | ------------ | ------------ |
| 0         | Puerto Indio                     | Alto Paraná  |              |
| 43        | Mbaracayú                        | Alto Paraná  |              |
| 59        | Cruce Itakyry                    | Alto Paraná  | PY07         |
| 87        | Itakyry                          | Alto Paraná  |              |
| 155       | Toledo                           | Caaguazú     |              |
| 178       | Vaquería                         | Caaguazú     | PY13 (norte) |
| 190       | Yhú                              | Caaguazú     | PY13 (sur)   |
| 209       | San Joaquín                      | Caaguazú     |              |
| 212       | Desvío a Juan Sinforiano Bogarín | Caaguazú     |              |
| 232       | Cecilio Báez                     | Caaguazú     |              |
| 242       | Simón Bolívar                    | Caaguazú     | PY08 (norte) |
| 259       | Carayaó                          | Caaguazú     | PY08 (sur)   |
| 281       | Cleto Romero                     | Caaguazú     |              |
| 303       | Desvío a Regina Marecos          | Cordillera   |              |
| 315       | Juan de Mena                     | Cordillera   |              |
| 333       | Empalme con la ruta PY03         | Cordillera   | PY03         |

## Largo
| Departamento | km  |  |  |
|              |     |  |  |
| Alto Paraná  | 110 |  |  |
| Caaguazú     | 171 |  |  |
| Cordillera   | 52  |  |  |
|              |     |  |  |
| Total        | 333 |  |  |

| Paraguay | Rutas Nacionales de Paraguay (recategorización por el M.O.P.C desde 2019) |  |
| --- | ------------------------------------------------------------------------- |  |
| PY01 - PY02 - PY03 - PY04 - PY05 - PY06 - PY07 - PY08 - PY09 - PY10 - PY11 PY12 - PY13 - PY14 - PY15 - PY16 - PY17 - PY18 - PY19 - PY20 - PY21 - PY22 |                                                                           |  |